# MISS WAVES/VIPER
『MISS WAVES/VIPER』は、日本のヴィジュアル系ロックバンドであるメガマソが2015年3月11日にリリースした通算18枚目のシングルである。
公式サイトでは「2015年孤高の激震と興奮、胸を詰まらせる切ないメガマソのキモチをあなたに。」と紹介されている。

## 解説
- 「Deep Snow / 深雪」以来の両A面シングルとなった今作は、メガマソの初期音源である「バイパー」を大幅にリメイクした「VIPER（U need Me[GAMASSO]add4）」を収録している他、カップリング曲にも過去作をさまざまなアプローチでリメイクしている。

## 販売形態
- MISS WAVES/VIPER タイプA「Do U miss Me?」盤 （CD+DVD）
- MISS WAVES/VIPER タイプB「I know U miss Me」盤 （CD+DVD）
- MISS WAVES/VIPER タイプC「ふたりはこいびと」盤 （CD）

## 収録曲

### タイプA「Do U miss Me?」盤
1. MISS WAVES
  - 作詞・作曲：涼平
  - 涼平はこの曲についてインタビューで「海辺に羊が立っていて、真ん中にパラソルがあって、砂浜に宝石が落ちている絵が浮かんだので、そこからストーリーを広げて詞を書いていったんです。[2]」と答えている他、自身のブログでは「普段歌詞を書くときは9割がた自分たちのことで、あとの1割をみんなのために、もともとの9割も共感してくれるといいな。みたいな感じなんだけど今回の歌詞は10割きみたちのための言葉です。[3]」と書いている。
2. VIPER（U need Me[GAMASSO]add4）
  - 作詞・作曲：涼平
  - 本楽曲は、2007年3月24日にZeppTokyoで行われたライブ「メガマソLIVE-TOUR 2007 ～しんげつのみずたまり～」のファイナル公演で無料配布された音源である「バイパー」を大幅にリメイクしたもの。
  - 特に歌詞は原曲から大幅に変更されており、そのことについて涼平はインタビューで「わかりにくかった部分をわかりやすくしたんですけど、メッセージ性自体は変わっていないです。“自分たちの求める音楽を最高のものにしていきたいし、自分たち自身が音楽になりたい”みたいなテーマがある曲で。あとはそこに、応援してくれているみんなへの感謝も込めています。[4]」と語っている。

1. トラオム
  - 作詞・作曲：インザーギ
  - 1stライブDVD「Mega-star Tokyo」特典CDの収録曲である「TRAUM」をリメイクしたもの。

- DVD
  - 「MISS WAVES」 (MV）
  - 「MISS WAVES」 (MusicVideo Off Shot）

### タイプB「I know U miss Me」盤
1. MISS WAVES
2. VIPER（U need Me[GAMASSO]add4）
3. 由佐波利
  - 作詞・作曲：涼平
  - 1stフルアルバム「ゆきしたたりほし」の収録曲である「鞦韆」をリメイクしたもの。曲名は「鞦韆」と同じく「ブランコ」のことを指す。

- DVD
  - 「VIPER（U need Me[GAMASSO]add4）」 (MV）
  - 「VIPER（U need Me[GAMASSO]add4）」 (MusicVideo Off Shot）

### タイプC「ふたりはこいびと」盤
1. MISS WAVES
2. VIPER（U need Me[GAMASSO]add4）
3. 展覧会のネリ・オリ
  - 作詞・作曲：涼平
  - 1stフルアルバム「ゆきしたたりほし」の収録曲である「展覧会のネリオリ」をリメイクしたもの。
  - リメイクされた他の2曲に比べると大きな変更が無い楽曲だが、タイトルの「ネリオリ」が「ネリ・オリ」に変更されたことについて涼平はインタビューで、「僕の中では最初から“ネリ・オリ”だったんですけど、ファンの間では“ネリオリ”で1つの言葉だと思われていたみたいだったのでわかりやすくしてみました。[5][4]」と語っている。